# هائوری

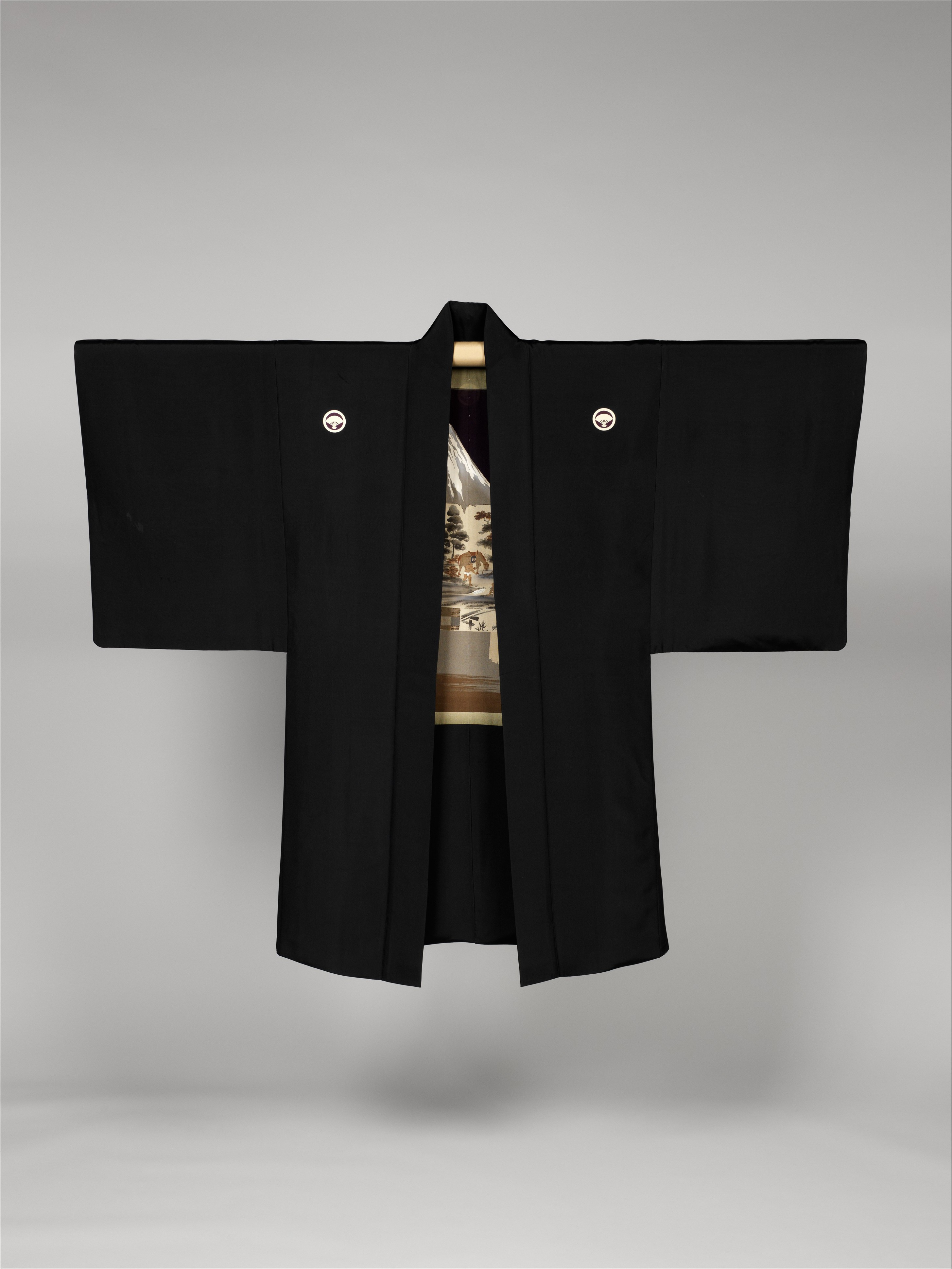
یک هائوری رسمی با دو نمادهای سنتی ژاپنی که از جلو قابل مشاهده هستند.

هائوری (به ژاپنی: 羽織 Haori)، یک ژاکت سنتی ژاپنی   است که روی  کیمونو پوشیده می‌شود. هائوری که شبیه کیمونوی کوتاه شده و بدون پنل‌های جلویی روی هم افتاده (اوکومی) است، معمولاً یقه‌ای نازک‌تر از کیمونو دارد و با اضافه شدن دو پنل مثلثی نازک در دو طرف درز دوخته می‌شود. هائوری معمولاً در جلو با دو بند کوتاه، معروف به هائو، بسته می‌شود.